# Petr Angyalossy
Petr Angyalossy (výslovnost: [anďaloši], * 17. dubna 1964 Přerov) je český soudce, od května 2020 předseda Nejvyššího soudu ČR.

## Život
Má po otci maďarský původ, dětství strávil na slovensko-maďarském pomezí. Po absolvování gymnázia v Dunajské Strede vystudoval nejprve sociálně-právní nástavbu v Nitře. V roce 1988 začal, po absolvování dvouleté základní vojenské služby, dálkově studovat na Právnické fakultě Masarykovy univerzity v Brně. Po úspěšném ukončení studií v roce 1998 získal současně akademické tituly JUDr. a Ph.D. Právnickou fakultu absolvoval při zaměstnání v technických a administrativních profesích.[zdroj?]
Od roku 1996 byl soudcem Okresního soudu v Olomouci, od téhož roku působil i jako předseda senátu. Následně od roku 1999 se stal předsedou trestního senátu olomoucké pobočky Krajského soudu v Ostravě, a od roku 2004 se stal soudcem Vrchního soudu v Olomouci, kde působil také jako jeho tiskový mluvčí a předseda senátu. Řešil zde kupříkladu případ korupce politika Petra Wolfa nebo kauzu Radovana Krejčíře.
K 1. dubnu 2017 se stal soudcem Nejvyššího soudu, kde zasedá v trestním kolegiu. Od léta 2018 je předsedou senátu trestního kolegia Nejvyššího soudu. V prvním roce svého působení u Nejvyššího soudu byl jmenován soudcem ad hoc za Českou republiku do společného kontrolního orgánu Eurojustu. Vedl pracovní skupinu, která v roce 2020 připravila Etický kodex soudců České republiky.
Dne 20. května 2020 byl prezidentem Milošem Zemanem jmenován do funkce předsedy Nejvyššího soudu na desetileté funkční období. Dne 1. prosince 2022 byl jmenován členem Vědecké rady Právnické fakulty Univerzity Palackého v Olomouci.
Má zálibu v motocyklech značky Harley-Davidson. Disponuje pokročilou úrovní znalosti němčiny, maďarštiny a slovenštiny, a také základními znalostmi angličtiny a ruštiny. Je ženatý, manželka Ivana je administrativní pracovnicí Fakultní nemocnice v Olomouci. Mají spolu dceru Evu, která pracuje také v justici.